# Tettigidea nicaraguae
Tettigidea nicaraguae is een rechtvleugelig insect uit de familie doornsprinkhanen (Tetrigidae). De wetenschappelijke naam van deze soort is voor het eerst geldig gepubliceerd in 1895 door Bruner.